# Gert-Matthias Wegner
 (juin 2025).
Pour les articles homonymes, voir Wegner.
Gert-Matthias Wegner, né en 1949, est un ethnomusicologue allemand spécialisé sur les percussions du continent sud-asiatique. Alors qu'il effectue un doctorat en biologie et en chimie, il témoigne de son intérêt pour l'ethnomusicologie en effectuant une thèse dans ce domaine en parallèle. Son étude, “Le tabla dans le gharana de l'Ustad Munir Khan (Laliyana) - Études sur le jeu de tambour dans la musique savante de l'Inde du Nord”, est effectuée au sein des Université de Kiel, Cologne et Bonn entre 1973 et 1981. Depuis 1995, il est directeur et professeur associé au sein du Département de Musique de l'Université de Katmandou. Il donne également un séminaire de Musicologie Comparée à l'Université Libre de Berlin depuis 2003. Il se présente comme la figure académique de référence lorsqu'il s'agit de l'ethnomusicologie en contexte Newar. Grâce à sa démarche globale embrassant divers espaces, notamment la Vallée de Katmandou, il a ouvert le Népal à la pratique de l'ethnomusicologie. Son investissement a permis de faire du Népal un terrain d'enquête propice pour les ethnologues et a participé à l'institutionnalisation de la discipline au sein du pays.

## Biographie

### Terrains de recherche
Le parcours académique de Gert-Matthias Wegner débute en terrain indien. Entre 1971 et 1995, il s'attache à étudier différents types de percussions présents en Inde (tabla, dholak, pakhavaj). En se formant auprès du musicien Ustad Munir Khan à Bombay, il étudie le style de chant classique de l'Inde du Nord, le dhrupad, et la théorie de la musique indienne. Entre 1981 et 1984, il étend ses recherches à l'art et à la musique des Warli du Maharashtra, État de l'Ouest de l'Inde. 
C'est à partir de 1982 que son travail touche l'aire himalayenne à travers des recherches sporadiques auprès de différents groupes culturelles (Gorkha, Sherpa, Rai). C'est à la même période qu'il s'intègre auprès des Newars de la Vallée de Katmandou afin d'effectuer dans la longue durée une étude systématique sur les traditions de percussions. 
Au début des années 2000, il étend son approche en Asie pour aborder la musique des Tuva et des Khakasses du Haut-Altaï en Mongolie ainsi que la musique folklorique du Tibet.

### Influence dans l'ethnomusicologie au Népal
C'est de son approche interculturelle et de son engagement notable dans la Vallée de Katmandou  que découle l'introduction de l'ethnomusicologie au Népal. Dès les années 1940, des ethnomusicologues comme Arnold Bake se sont intéressés aux musiques traditionnelles népalaises, mais leur travaux sont restés en majorité inaccessibles pour la population locale. Jusqu'à récemment les uniques ouvrages occidentaux traitant de la musique Newar restaient fragmentaires, comme l'était celui de Felix Hoerburger, l'un des premiers publiés sur le sujet. Plus tard, des contributions sont apportées pour mieux comprendre les instruments Newar mais restent incomplètes. Face à ce laïus, Gert-Matthias Wegner s'est incarné comme l'un des précurseurs dans la recherche sur la musique Newar.
Avec le concours de la Fondation allemande pour la Recherche (Deutsche Forschungsgemeinschaft) et de la Fondation Leverhulme, il participe au Schwerpunkt¬forschungsprogramm qui est spécialisé dans les techniques de percussions pratiquées à Bhaktapur. Au sein et au-delà de la Vallée de Katmandou, Gert-Matthias Wegner appréhende la crainte des populations de voir disparaître leurs musiques. Cet aspect lui paraît d'autant plus notable qu'il constate à quel point la langue, la musique et la danse sont des points éminents dans la définition identitaire des différents groupes ethniques. 
En ce sens, il témoigne de la nécessité de planifier la documentation et la protection de ces traditions en intégrant les locaux dans cette dynamique. C'est dans cette perspective qu'il participe à l'ouverture du Département de Musique de l'Université de Katmandou à Bhaktapur en 1996. Ce secteur propose aux étudiants l'apprentissage de l'ethnomusicologie et de la pratique musicale, comprenant autant les genres classiques du Nord de l'Inde que les traditions locales népalaises. Le département a pour vocation de former des ethnomusicologues et des musiciens compétents afin de préserver, documenter et perpétuer les traditions musicales du Népal en voies de disparitions. À la suite de la destruction du département de Bhaktapur après le tremblement de terre de 2015, un nouveau secteur a été ouvert au sein du quartier de Tripureshwar de Katmandou. Malgré tout, cette délocalisation contrainte participe à l'extension progressive du département en multiples entités. Cet événement rencontre la volonté de l'institution d'atteindre une importance nationale qui permettrait son ouverture vers de nouveaux terrains de recherche au Népal.

## Travaux de recherche sur la musique Newar
À partir de son expérience de terrain au sein de Bhaktapur, Gert-Matthias Wegner a établi un corpus de données jusqu'alors absent au sein de la discipline. Par son travail, il a ouvert le public et la communauté scientifique à une compréhension renouvelée des percussions Newar, notamment au dhimaybājā et au nāykhĩbājā. 
À travers son ouvrage, The dhimaybājā of Bhaktapur. Studies in Newar drumming, I, il a considérablement enrichi le champ des traditions de percussions népalaises, encore peu documenté. C'est ainsi qu'il propose une première approche sur la musique, sur les groupes et sur les pratiques associées au dhimay. Cette percussion large et cylindrique, prenant la forme naturelle et irrégulière de l'arbre dans lequel elle est façonnée, est majoritairement jouée par la caste des fermiers Jyapu. Le dhimay est abordé au centre d'une interrelation entre la musique qu'il produit et sa place socio-religieuse. C'est précisément ce qui apparaît des dhimaykhala, groupes jouant du dhimay et associé à des cymbales, qui sont indispensables aux multiples festivals déployés dans la Vallée de Katmandou. En exprimant l'importance de cette percussion, au centre d'un système de symboles et de réseaux socio-religieux, Gert-Matthias Wagner alimente également la rhétorique de préservation des traditions dont fait part les locaux. Plus largement, il insiste sur la manière dont cette tradition musicale interagi avec le culte des divinités Newar, avec les rituels complexes qui englobent l'apprentissage du dhimay. Ainsi, son étude couvre tous les aspects de l'instrument allant de sa structure musicale à la composition sociale des joueurs ; du processus d'apprentissage au rôle symbolique du dieu de la musique Newar, Nāsa:dya:. Dans ce cadre, il propose diverses contributions jamais apportées jusqu'alors : transcriptions musicales, des photographies, des données quantitatives, un glossaire musical newari-anglais. Gert-Matthias Wegner propose également des cartes, développant la géographie urbaine des groupes de dhimay et leurs sanctuaires, ainsi que des points théoriques et pratiques sur l'instrument (construction du dhimay, répertoire musical, technique de jeu, guide de jeu). L'un de ses apports principaux a été de sortir des carcans ethnomusicologiques, mystifiant les traditions musicales en ne révélant que leur sens rituel. Gert-Mattias Wegner articule cette signification rituelle avec l'amusement et la sensualité qu'elle suscite chez les joueurs et l'audience, envisageant la compréhension du dhimay  au plus près de l'expérience empirique des locaux.
La continuité de ce travail se trouve dans The Nāykhĩbājā of the Newar Butchers - Studies in Newar Drumming, II. Ici, il s'intéresse à d'autres types d'instruments que sont le nāykhī. tambour à deux têtes de taille et de forme variable, et les cymbales sichyāḥ joués par la caste des bouchers (nāy ou kasāī) à Bhaktapur. Ces deux instruments, liés dans la performance du nāykhĩbājā, ne sont pas exclusivement joués par les Nāy, mais ils leurs sont fortement associés. De la même manière que dans la première partie de cette recherche, il présente les groupes de musiciens, leurs performances, les devoirs rituels des meneurs (nāyaḥ) ainsi que les modalités de création du nāykhī et ses techniques de jeu. À la manière du premier ouvrage, cette contribution témoigne d'un penchant descriptif important tout en laissant la place à l'observation participante de l'auteur. De ce fait, Gert-Matthias Wegner, tout en proposant une documentation ethnomusicologique rigoureuse, donne à voir sa propre subjectivité, son expérience de terrain tournée vers la volonté de préserver et de renouveler la culture Newar. Dans ce second volet, le développement sur ces deux instruments permet d'appréhender la relation entre ces performances musicales et la géographie locale. C'est notamment le cas de la musique sībājā, rythme funéraire accompagnant le défunt de sa maison jusqu'au lieu de crémation (ghāṭs), qui témoigne de changements dans sa structure musicale à différentes étapes du chemin de procession. Les différentes séquences musicales du sībājā s'articulent avec les localités traversées, liant l'espace urbain au rituel funéraire par ses rythmes. Cet aspect témoigne de l'entremêlement tout particulier en contexte Newar entre géographie urbaine et système socio-religieux. Cette idée est la continuité de la thèse de Niels Gutschow et Bernhard Kölver que l'ethnomusicologue alimente en témoignant de l'expression par la musique de l'interdépendance du système religieux et de l'espace urbain. Ces considérations seront également reprises dans la monographie de référence sur Bhaktapur, réalisée quelques années plus tard par Robert I. Levy. 
Ces observations seront rassemblées au sein du dernier ouvrage de Gert-Matthias Wegner : Drumming in Bhaktapur - Music of the Newar People of Nepal. Il donne à voir l'une des publications de références sur la musique Newar présentant le rôle et le répertoire des différentes percussions, associés à des commentaires et des transcriptions. À l'image de ses précédents ouvrages, il présente autant des matériaux ethnomusicologiques qu'un guide à la pratique de l'instrument appuyé par un dictionnaire musical des termes newari. Ainsi, la musique déployée par ces percussions est mise en perspective avec les rituels urbains célébrant la présence des dieux ; la musique s'incarne comme l'intermédiaire entre les humains et les divinités.

## Publications

### Ouvrages
- Die Tabla im Gharana des Ustad Munir Khan (Laliyana) - Studien zum Trommelspiel in der nordindischen Kunstmusik, 1982, thèse de doctorat, Hamburg : Wagner.
- The Dhimaybājā of Bhaktapur - Studies in Newar Drumming I, 1986, Stuttgart : Franz Steiner  (ISBN 3-515-04623-2).
- The Nāykhĩbājā of the Newar Butchers - Studies in Newar Drumming II, 1988, Stuttgart : Franz Steiner  (ISBN 3-515-05137-6)
- Vintage Tablā Repertory: Drum Compositions of North Indian Classical Music, 2004, New Delhi: Munshiram Manoharlal.
- Drumming in Bhaktapur - Music of the Newar People of Nepal, 2023, Heidelberg : Heidelberg University Publishing  (ISBN 978-3-96822-230-1)[2].

### Films documentaires
- 1985 : Navabaja von Bhaktapur (38') UMATIC Lowband
- 1987 : Endzeitmusik (28') UMATIC Highband
- 1989 : Totentanz von Bhaktapur (20') UMATIC Highband[5]

### Discographie
- 1998 : Yamdrok Tso (piano).
- 1999 : Music of the Sherpa People of Nepal I: Shebru Dance-Songs from the Everest Region.  
  - Vol. 1 :  Shebru dance-songs from Namche
  - Vol. 2 :  Shebru dance-songs from Thamo (KBC staff).
- 2001 : Masterdrummers of Nepal:  Auspicious Drumming Traditions of Bhaktapur.
- 2002 : Music of the Sherpa People of Nepal II: Ritual Music and Masked Dances.
- 2002 : Rai Songs and Rituals.
- 2003 : Music of the Sherpa People II: Ritual Music and Masked Dances.
- 2006 : Tibet: Folk Songs From Lhasa[2].